# 真假李逵
《真假李逵》是一部中国上海美术电影制片厂制作的木偶动画短片，讲述的是梁山好汉黑旋风·李逵的一段小故事。 

## 剧情简介
李逵下山寻母，遇到了一个名唤“李鬼”的强盗，强盗声称自己是“李逵”，欲劫李逵的银两。李逵亮明自己的身份，与李鬼打斗。李鬼发现自己不是李逵的对手，便谎称自己家有个老娘，全靠自己抚养。李逵便放了他，还给了他一锭金子，作为他抚养他母亲的本钱。
李逵到一客栈讨酒，没料想客栈是李鬼之妻所开，李鬼回来后，与妻子合谋，想要加害李逵。李逵得知后十分愤怒，欲在酒兴之后收拾李鬼。最后，李鬼因被妻子误认作李逵而被误害，李鬼之妻在逃跑途中失足，跌入河中淹死。